# Upplands runinskrifter 343
Upplands runinskrifter 343 ingick tillsammans med U 344 i ett minnesmärke i Yttergärde, Orkesta socken och Seminghundra härad i Uppland. U 344 står idag utanför Orkesta kyrka medan U 343 gick förlorad under 1700-talet.

## Inskriften
Inskriften på U 343 finns bevarad på en teckning av Johan Peringskiöld.

### Inskriften i runor
ᚴᛅᚱᛋᛁ᛫ᚢᚴ᛫&#133;ᚱᚾ᛫ᚦᛅᛁᛦᛚᛁᛏᚢᚱᛅᛁᛋᛅᛋᛏᛅᛁ&#133;ᚦᛁᚾᚭ᛫ᛅᚠᛏᛁᛦ᛫ᚢᛚᚠ᛫ᚠᛅᚦᚢᚱᛋᛁᚾ᛫ᚴᚢᚦᚼᛁᛅᛚᛒᛁᚼᚭᚾᛋ&#133;ᛅᚢᚴᚴᚢᚦᛋᛘᚢᚦᛁ
Translitterering av runraden:
Karsi ok ... þæiʀ letu ræisa stæi[n] þenna æftiʀ Ulf, faður sinn. Guð hialpi hans ... ok Guðs moðiʀ.
Normalisering till runsvenska:
Karsi ok ... þæiʀ letu ræisa stæi[n] þenna æftiʀ Ulf, faður sinn. Guð hialpi hans ... ok Guðs moðiʀ.
Översättning till nusvenska:
Karse och ... de läto resa denna sten efter Ulf, sin fader. Gud och Guds moder hjälpe hans ...

## Historia
U 343 och U 344 bildade tillsammans ett minnesmärke över Ulf i Bårresta, som är förmodligen samma Ulf som reste Upplands runinskrifter 161 åt sin frände Ulf i Skålhamra. I Rannsakningarna (1673) beskrivs stenarnas öde:
Hoos Arne Pedersson i Yttergården i Källare Dören befinnes en Runasten medh Runa bockstäfwer
Medan U 344 återupptäcktes 1868 så är U 343 fortfarande försvunnen.
Ornamentiken, runformarna och ortografin på båda stenarna är lika varandra och liknar andra stenar som ristades av den kända runmästaren Åsmund Kåresson. Det är därför sannolikt att han även ristade dessa två osignerade runstenar.